# Дзюджайгоу
Дзюджайгоу (на китайски: 九寨沟; на пинин: Jiǔzhàigōu) е национален парк и биосферен резерват в провинция Съчуан, централен Китай.
Основан през 1978 година, той обхваща 720 квадратни километра в долина в планината Миншан. Тя се издига от юг на север, достигайки надморска височина от 4800 метра, като по този начин обхваща различни, разграничени по височина горски ландшафти, с около 140 вида птици и редица редки растителни и животински видове, като голямата панда и такина. Паркът е известен и със своите карстови образувания и водопади.
През 1992 година Дзюджайгоу е включен в Списъка на световното наследство на ЮНЕСКО.